# Ecnomus kelung
Ecnomus kelung är en nattsländeart som beskrevs av Cartwright 1994. Ecnomus kelung ingår i släktet Ecnomus och familjen trattnattsländor. Inga underarter finns listade i Catalogue of Life.